# Piliscus commodus
Piliscus commodus är en snäckart som först beskrevs av Middendorff 1851.  Piliscus commodus ingår i släktet Piliscus och familjen Velutinidae. Inga underarter finns listade i Catalogue of Life.